# Robbie McAllister
Derek Graham-Couch (Oban, ...) è un wrestler scozzese meglio noto per i suoi trascorsi nella World Wrestling Entertainment con il ring name Robbie McAllister.
Robbie e suo cugino (secondo storyline) Rory McAllister facevano parte di un tag team noto come The Highlanders e lottavano nel roster di Raw in WWE.

## Storia

### WWE (2005–2008)

#### Ohio Valley Wrestling (2005–2006)
Nel luglio del 2005 i due scozzesi firmarono per la WWE e vennero mandati nella OVW, territorio di sviluppo della WWE, dove combatterono per mesi.
Nel giugno del 2006 vennero mandate in onda delle vignette promozionali a Raw sul debutto degli Highlanders.

#### Raw(2006–2008)

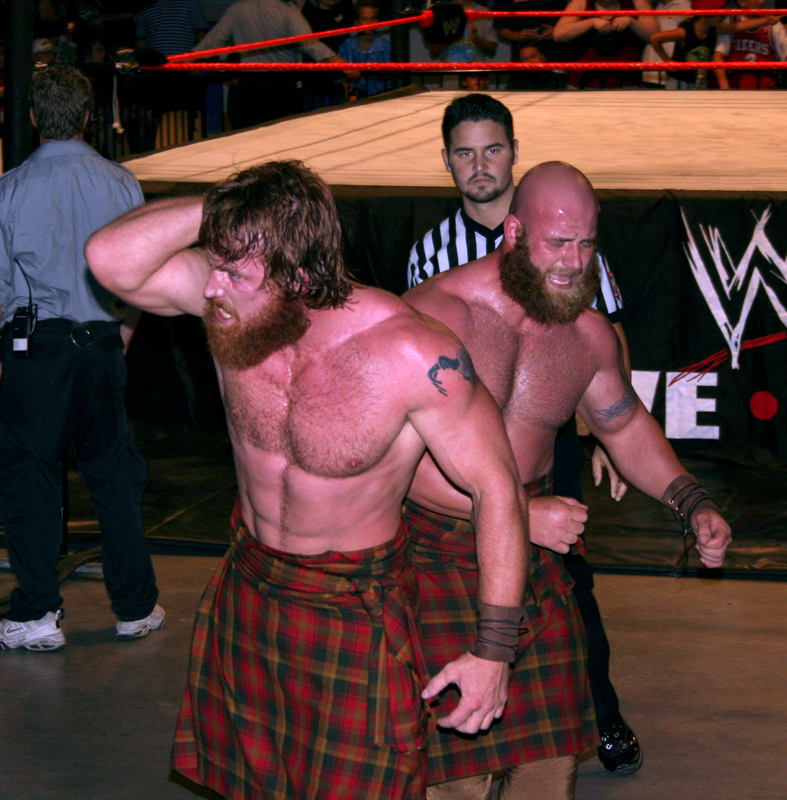
Robbie (destra) e Rory McAllister lasciano il ring dopo un match

Gli Highlanders debuttarono da face nella puntata di Raw del 3 luglio 2006 sconfiggendo la coppia formata da Matt Striker e Rob Conway. In seguito, dopo una serie di vittorie, furono contrapposti ai World Tag Team Champions, la Spirit Squad (Kenny, Mikey, Johnny, Mitch e Nicky). Durante il primo match contro Kenny e Mikey, gli Highlanders non riuscirono ad aggiudicarsi la vittoria a causa dell'intervento degli altri tre membri della Spirit Squad. Successivamente, nell'agosto del 2006, gli Highlanders parteciparono a vari match di coppia finché, nella puntata di Raw del 4 settembre, vinsero un Triple Threat Tag Team match che includeva anche Charlie Haas e Viscera e Lance Cade e Trevor Murdoch, diventando i contendenti nº1 al World Tag Team Championship della Spirit Squad. Il 17 settembre, ad Unforgiven, gli Highlanders non riuscono a conquistare i titoli contro Kenny e Mikey della Spirit Squad a causa il solito intervento scorretto dei tre membri rimasti della stable, la quale mantenne il World Tag Team Championship.
Il 5 novembre, a Cyber Sunday, gli Highlanders parteciparono ad un Texas Tornado match che includeva anche Charlie Haas e Viscera, Lance Cade e Trevor Murdoch e i Cryme Tyme (JTG e Shad Gaspard) ma il match venne vinto da questi ultimi. In seguito gli Highlanders iniziarono una breve faida con Cade e Murdoch, sfidandosi spesso a Heat, finché la faida non terminò il 4 dicembre a Raw in un match dedicato a Roddy Piper.
Nel tardo 2006 gli Highlanders vennero presto relegati al ruolo di jobber, perdendo contro altri tag team o contro wrestler singoli come Snitsky. Il 7 gennaio 2007, a New Year's Revolution, gli Highlanders parteciparono ad un Tag Team Turmoil match che comprendeva anche il World's Greatest Tag Team (Charlie Haas e Shelton Benjamin), Jim Duggan e Super Crazy, Lance Cade e Trevor Murdoch e i Cryme Time ma il match è stato vinto da questi ultimi. Nella puntata di Raw del 24 settembre gli Highlanders interruppero un match tra i World Tag Team Champions Lance Cade e Trevor Murdoch e Paul London e Brian Kendrick, dove effettuarono un turn heel. In seguito, dopo aver perso l'opportunità di diventare i contendenti nº1 ai titoli di coppia il 12 novembre, hanno iniziato a perdere contro London e Kendrick e Jim Duggan e Super Crazy, specialmente a Heat.
Gli Highlanders parteciparono ad un match di qualificazione per la Royal Rumble ma vennero sconfitti dalla coppia formata da Hornswoggle e Mick Foley. In seguito iniziarono ad apparire nel roster ECW prima che Rory venne costretto a rimanere fuori dalle scene a causa di un infortunio al petto nel febbraio del 2008. Successivamente vennero anche sconfitti dai WWE Tag Team Champions John Morrison e The Miz. In seguito Rory e Robbie iniziarono a combattere in singolo, soprattutto a Heat, dove Rory formò un tag team momentaneo con Charlie Haas. Nella puntata di Raw del 17 marzo gli Highlanders parteciparono, insieme ad altri wrestler, ad un match contro i soli John Cena e Randy Orton e vennero sconfitti.
Dopo una breve faida con i Cryme Time, dove vennero sconfitti per l'ultima volta l'11 agosto 2008, gli Highlanders vennero rilasciati dalla WWE il 15 agosto dello stesso anno.

## Personaggio

### Musiche d'ingresso
- Gorse di Jim Johnston (WWE; 2006–2008)

## Titoli e riconoscimenti
- Border City Wrestling
  - BCW Can-Am Heavyweight Championship (1)
- Championship Wrestling International
  - CWI Tag Team Championship (1) – con Rory McAllister
- Great Canadian Wrestling
  - GCW Canadian Championship (1)
- Legend City Wrestling
  - LCW Heavyweight Championship (1)
- Maximum Pro Wrestling
  - MaxPro Triple Crown Championship (1)
- Pro Wrestling Illustrated
  - 168º tra i 500 migliori wrestler secondo PWI 500 (2006)
- TWA Powerhouse
  - TWA Championship (1)